# نیکلاس ام. لوب
نیکلاس ام. لوب (به انگلیسی: Nicholas M. Loeb) (زاده ۲ اوت ۱۹۷۵) بازیگر و بازرگان آمریکایی است.
از فیلم‌های معروف او می‌توان به بازی در فیلم استخراج و جنگجو اشاره کرد.